# Fadhela Dziria
Fadhela Dziria (àrab: فضيلة الدزيرية, Faḍīla ad-Dzīriyya), de nom real Fadhela Madani, nasqué el 25 de juny del 1917 a Djenan Beit El Mal, a prop d'Alger, i va morir el 6 d'octubre del 1970 a Alger. Fou una cantant algeriana especialitzada en cançó hawzi i aroubi.  És una de les principals figures d'aquesta música a Algèria.

## Biografia
Els seus pares, Mehdi Ben Abderrahmane i Fettouma Khelfaoui, eren conservadors, nascuts a Azeffoun, a la Cabília. Des de ben petita Fadhela es va dedicar al cant, imitant la gran Cheikha Yamna Bent El Hadj El Mahdi i després reprenent melodies d'aquesta diva. També admirava Meriem Fekkai, que més endavant l'ajudà a formar la seua orquestra.
A començament de la dècada dels 1930, va organitzar vetllades de Ramadà en àrab i cabilenc al Café des Sports. Va ser descoberta durant una emissió de Ràdio algeriana per Mohamed Elhabib Hachelaf i Djillali Haddad, Min koul féne chouiya.
Després d'un matrimoni precoç que no va durar, la jove se n'anà a París l'any 1935, i cantava en barris d'alta concentració nord-africana i en especial al cabaret El Djezaïr. Va cantar aâsri (‘modern’) i va conéixer Abdelhamid Ababsa, que li va ensenyar melodies populars de l'època.
Entrà més tard en una companyia de teatre i varietats i, per consell del director i sota la influència de Mustapha Skandrani i Mustapha Kechkoul, Fadhela Dziria acabà adoptant l'estil algerià dins del grup de Meriem Fekkaï que animava les festes d'Alger.
Per al seu primer enregistrament professional, interpretà una ja coneguda cançó àrab-andalusina, Rachik el kad, però el seu veritable retorn fou amb l'enregistrament, l'any 1949, del seu primer disc per a Pacific: Hbibi Malou, que va aconseguir un gran èxit.
Mahieddine Bachtarzi la va contractar per a animar els concerts de les seues gires i també com a actriu; i això li va permetre treballar al costat d'artistes reconeguts com ara Keltoum, Rachid Ksentini i Mohammed Touri.
Més tard, torna a la seua passió, el cant, amb dos grans èxits: Ena Toueiri i Houna Kanou.
El 1954, a l'Acadèmia Reial de Música de París, actuà en una gala organitzada en benefici de les víctimes del desastre de Chlef. L'any següent participa en programes clàssics de la televisió algeriana.
La vida artística no li impedí pas participar, amb la seua germana Goucem, en la guerra d'alliberament nacional contra l'estat francés. Ella estava recaptant fons quan va ser detinguda, i la tancaren a la presó de Barba-rossa (Serkadji). Un cop alliberada, formà un conjunt musical amb la seua germana Goucem a la darbukka, Reinette l'Oraniana al violí i la seua neboda Assia al piano i orgue.
Després de la independència del país, Fadhela Dziria va reprendre la participació en la ràdio i la televisió. Fadhela Dziria era coneguda com la millor cantant algeriana. Va morir a casa seua, a Alger, el 6 d'octubre del 1970 i la soterraren al cementeri El Kettar.

## Discografia
- Fadhila Dziriya – Música popular algeriana, artistes àrabs associats –  1993
  - Ya Rqiq Elhajeb
  - Ya Qalbi Khalli Elhal
  - Fad Eldouach Aliyah
  - Sidi Men Issal
  - Mal Hbibi Malou
  - Lief Elamal
  - Frag Ghzali
  - Qom Tara
- Min touratina athaqafi - Fadhila Dziria, Unitat de registre de la televisió algeriana - 
  - Djarh qalbi
  - Ena toueiri
  - Sbab el hob el gheddar
  - Fadh el wahch 'aliyya
  - El 'Oqar
- Fadila Dziria – Ma Djerae, Dounia – 7548 & Sedicav Production – 
  - Yadra Nebra
  - Yadra Kan Idjini
  - Saadi Rute El Barah
  - Ma Djerae
  - Allah Ibarak
- Fadila Dziria – Rana Djinak / Etzaabli Ou Tmili, El Kawakib Production, 1960
  - Rana Djinak
  - Etzaabli Ou Tmili